# Ketchapp
Ketchapp es un estudio desarrollador y distribuidor de videojuegos francés con sede en París, especializado en videojuegos para móviles. Fundada en 2014 por los hermanos Antoine y Michel Morcos, el estudio saltó por primera vez al reconocimiento público ese mismo año, gracias a su adaptación del juego de código abierto 2048. Ketchapp fue adquirida por Ubisoft en septiembre de 2016. Actualmente, el estudio tiene más de 1.5 billones de descargas en toda su cartera de juegos, más de 200 juegos publicados y 100 desarrolladores asociados.

## Historia
Ketchapp fue fundada por los hermanos Antoine y Michel Morcos en 2014 en París, Francia.
En marzo de 2014, el estudio desarrolló una versión del juego de lógica de código abierto 2048 y lo publicó como aplicación para IOS, con publicidad dentro de la aplicación. Con el tiempo fue obteniendo más y más popularidad, encabezando las listas de videojuegos más exitosos en App Store. Posteriormente, fue lanzado para Android. Ketchapp alcanzó el éxito creando, adaptando y mejorando ideas, además de un buen entendimiento del mercado móvil.
En febrero de 2015, el estudio lanzó el juego de desplazamiento ZigZag, que fue elogiado por los usuarios y representó un éxito significativo, sin embargo, en abril de 2015, el desarrollador Mudloop acusó a Ketchapp de que ZigZag era una copia de su juego, Zig Zag Boom, que fue presentado a Ketchapp para su distribución, pero rechazado por esta al no cumplir una serie de requisitos. Un análisis a los dos videojuegos encontró diferencias notorias en ambos, además de que se comprobó que ZigZag ya estaba en desarrollo antes de la presentación de Mudloop, por lo que se concluyó que Ketchapp no copió ni se basó en el trabajo realizado por Mudloop.
El 27 de septiembre de 2016, Ubisoft anunció que había adquirido Ketchapp. En ese momento, los juegos de Ketchapp habían sido descargados alrededor de 700 millones de veces, un promedio de más de 23 millones de descargas por mes. Además, Ketchapp ya asesoraba a otras empresas en la publicidad en internet para sus juegos.
El 16 de mayo de 2017, Ketchapp lanzó un juego con temática de fidget spinner, titulado simplemente Fidget Spinner. El juego recibió más de 7 millones de descargas en las dos primeras semanas después de su lanzamiento, posicionándose como uno de los juegos más populares del momento. Ketchapp creó una tienda Fanfiber para vender una edición especial de fidget spinners bajo la marca Ketchapp.
Para mayo de 2022, Ketchapp ya tenía en su catálogo más de 200 videojuegos, acomulando más de 1.5 billones de descargas y 100 desarrolladores asociados con Ketchapp para distribuir sus juegos, asesorar en publicidad en internet y promoción cruzada.

## Videojuegos desarrollados
Lista de videojuegos desarrollados por Ketchapp